# Trigal con cuervos
Trigal con cuervos, Campo de trigo con cuervos o Trigal bajo la tormenta (título completo en neerlandés: Korenvelden onder dreigende luchten met kraaien, lit. Trigales bajo un cielo amenazador con cuervos) es un óleo sobre lienzo del pintor holandés Vincent van Gogh. 
Comúnmente se afirmaba que esta fue la última pintura de Van Gogh. Sin embargo, los historiadores de arte no estaban seguros de que la pintura fuera la última, ya que la evidencia de sus cartas sugiere que Trigal con cuervos se completó alrededor del 10 de julio, y es anterior a pinturas tales como El Ayuntamiento de Auvers el 14 de julio de 1890 y Jardín de Daubigny. Por otra parte, Jan Hulsker señaló que una pintura de trigo ya cosechado, Campo con las gavillas de trigo (F771), podría ser una pintura posterior.

## Origen
Trigal con cuervos fue pintado en julio de 1890, en las últimas semanas de vida de Van Gogh. Muchos han afirmado que se trata de su última pintura, mientras otros indican que es Raíces de árbol, o la ya mencionada Jardín de Daubigny, como su pintura final.
La obra representa un cielo dramático y nublado, lleno de cuervos sobre un campo de trigo. Una sensación de aislamiento se ve reforzada por un camino central que conduce a ninguna parte y por la dirección incierta del vuelo de los cuervos. El viento barre el trigal que llena dos tercios de la lona. Jules Michelet, uno de los autores favoritos de Van Gogh, escribió sobre los cuervos: «Se interesan en todo, y lo observan todo. Los antiguos, que tuvieron una vida mucho más completa que nosotros mismos y con la naturaleza, no encontraron siquiera un pequeño beneficio en seguir un centenar de cosas oscuras donde la experiencia humana todavía no ofrece luz, ni instrucciones de manera prudente y sabia como un pájaro». Kathleen Erickson consideró a la pintura como la expresión de tanto dolor y sensación porque su vida llegaba a su fin. Los cuervos eran utilizados por Van Gogh como un símbolo de la muerte y el renacimiento, o de la resurrección. Erickson dijo que el camino, en colores contrastados como rojo y verde, posiblemente sea una metáfora de un sermón que él había dado, basado en El progreso del peregrino de Bunyan, donde el peregrino estaba triste porque el camino era demasiado largo, pero se regocijaba porque tenía la esperanza de llegar a la Ciudad Eterna al final de la jornada.

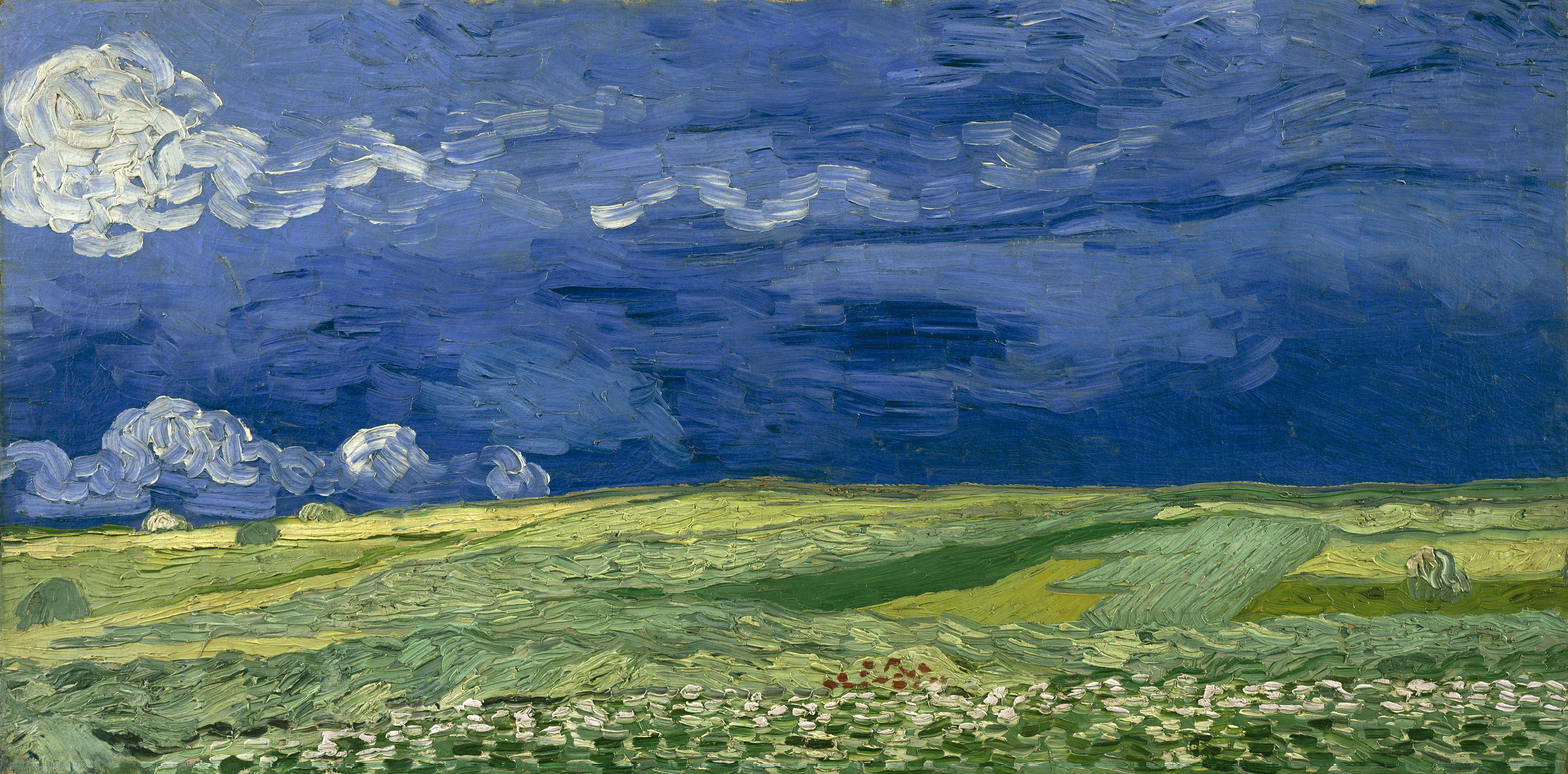
Trigal bajo nubes de tormenta (1890).

Alrededor del 10 de julio de 1890, Van Gogh escribió a Theo van Gogh y Jo Bonger, diciendo que había pintado otros tres grandes lienzos en Auvers después de visitarlos en París el 6 de julio. Dos de ellos fueron descritos como campos de trigo de inmensas extensiones bajo cielos turbulentos, que se cree que son Trigal bajo el cielo nublado y Trigal con cuervos, y el tercero Jardín de Daubigny. Escribió que había estaba a punto de expresar su tristeza, para luego añadir «soledad extrema» (de la solitude extrême, en francés), pero también dijo que creía que los lienzos mostraban lo que considera un campo saludable y fortificante (y añade que tenía la intención de acercarse a París tan pronto como le fuese posible):

No existe prueba de la creencia generalizada de que era esta la pintura que Van Gogh tenía en su caballete en el momento en que se suicidó. No hay nada en las palabras de Van Gogh para apoyar una interpretación simplista a lo largo de las líneas de angustia artística y desesperación.

Walther y Metzger se referían a una carta de Van Gogh de junio de 1880, en el que se comparó a sí mismo con un pájaro en una jaula, y puntualizaron:

En otras palabras, los cuervos en la pintura eran un símbolo del todo personal estrechamente asociado con la vida misma de Van Gogh.
Ingo F. Walther y Rainer Metzger. Van Gogh: The Complete Paintings.

Estas pinturas son ejemplos de los alargados lienzos de Van Gogh, que exclusivamente utilizó en las últimas semanas de su vida, de junio a julio de 1890.
La pintura se encuentra en la colección del Museo van Gogh de Ámsterdam, al igual que Trigal bajo nubes de tormenta.